# سد بیدکان
سد بیدکان، در کنار شهر هارونی در استان چهارمحال و بختیاری بر روی رودخانه «دره سیر» ساخته شده است. حجم مخزن این سد ۹٫۵ میلیون مترمکعب است و توان تنظیم ۱۴٫۵ میلیون مترمکعب آب در سال را دارد.
این سد ۴۰ متر ارتفاع دارد و طول تاج آن ۵۰۰ متر است و در سال ۱۳۸۷ ساخت آن تکمیل شد.
سیستم آبیاری تحت فشار سد بیدکان، زمینه تأمین آب ۲۵۰۰ هکتار از زمین‌های کشاورزی را فراهم می‌کند.